# 古人类学
古人类学（英語：paleoanthropology），是古生物学与体质人类学的交叉学科，主要以人类演化为研究内容。
古人类学的研究对象以古人类和古猿类的化石遗骸为主。研究人员在演化理论的指导下，借助体质人类学、比较解剖学的知识和方法，研究古人类及其猿类祖先的体质特征变化，从而分析系统发生关系。此外，古人类制造和使用过的工具和其他遗物，曾与古人类共存的古动植物化石以及古地理、古气候、年代学等领域的资料，也都成为古人类学研究的重要依据和参考。